# Boujemâa Lamali
Pour les articles homonymes, voir Lamali.
Boujemâa Lamali (en arabe : بوجمعة العملي), né en 1890 en Haute Kabylie dans la région de Tizi Ouzou, est un maître céramiste algérien. Installé à Safi au Maroc, il marquera profondément  l’art de la céramique à l'invitation du Résident Général, Hubert Lyautey, premier Résident Général (Ambassadeur) de France au Maroc en 1918.

## Biographie
Boujemaâ Lamali est né vers 1890 dans un village de la Haute Kabylie. Très tôt, et contrairement à ses frères, l’enfant exprime son désir de s’instruire. Son père l’envoie vivre chez un oncle installé dans la banlieue d’Alger. On retrouve l’adolescent Boujemaâ apprenti dans l’atelier du maître céramiste Ernest Soupireau. Il y restera dix ans et finira chef d’atelier. C’est certainement sur le conseil de Soupireau et avec son appui que Boujemaâ Lamali s’inscrit à l’École des Beaux-Arts d’Alger.
En 1914, Lamali étudiant à l'École des Beaux-Arts d'Alger est envoyé en France à la Manufacture de Sèvres, une première pour un Nord-Africain. Il sera le premier « fil rouge » qui conduira plus tard le céramiste algérois Mahieddine Boutaleb sur ses traces à Sèvres. Là-bas, il travaille sous la direction d’Alexandre Sandier, un décorateur renommé, et participe à des projets innovants, notamment la création de nouvelles formes de vases et de pièces de service,.
Lamali profite de son séjour en France pour étudier les faïences perses et arabes exposées aux Musée du Louvre et Musée de Cluny. Il est particulièrement impressionné par les céramiques émaillées à reflet métallique. Cette technique d’origine mésopotamienne a été à l’honneur en Perse et en Égypte durant le IXe siècle et Xe siècle siècles avant de s’épanouir dans l’Espagne musulmane du XIVe siècle et XVe siècle. Son expression ultime se trouvant alors dans les fameux Azulejos de Séville, Lamali ne manque pas d’aller étudier la question sur place.
En 1919, Boujemâa Lamali s’installe définitivement à Safi, au Maroc, où la production de la poterie d’art est déliquescente. Certes, les souks de la région croulent sous les objets en poterie brute (h’rach ou souki) à usage domestique courant (m’jamer, khabiat, gh’raref, etc.), mais les rares ateliers spécialisés dans la production de poterie fine, décorée et vernissée, vivotent péniblement. Deux ans durant, Lamali fait travailler deux ouvriers, leur fournissant matière première et encadrement.

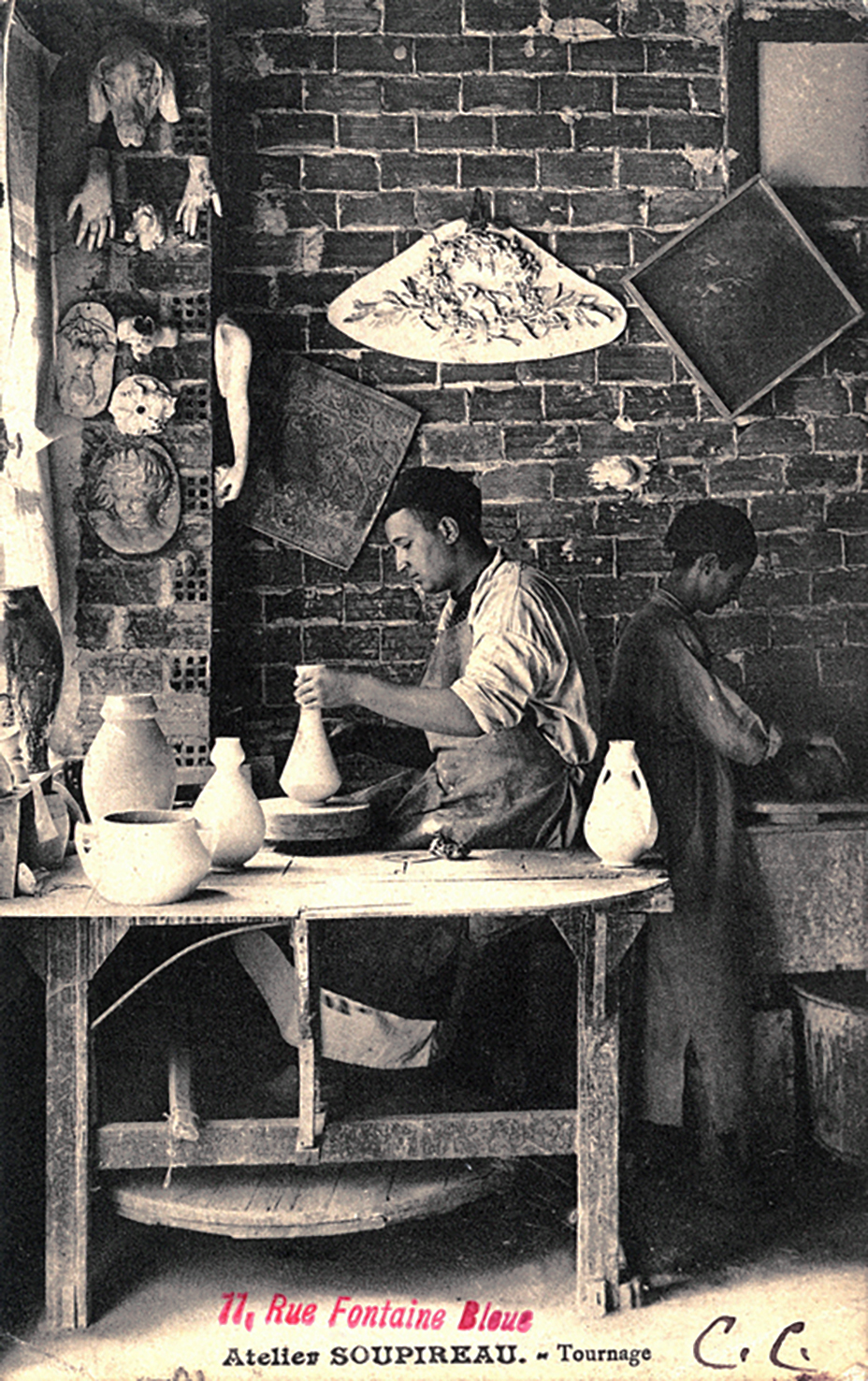
Les Ateliers Soupireau situés jadis au 11 rue Fontaine Bleue, Alger, Algérie en 1912

En 1920, Boujemâa Lamali crée son atelier sur les rives de la colline des potiers et de Oued Châaba, qui deviendra par la suite une école, qui fut la première au Maroc et en Afrique en général,.
Lamali demande à Rabat l’autorisation d’ouvrir un cours de dessin et de tournage. Démarré en 1920 avec une dizaine d’élèves-apprentis, l’atelier-école de Lamali en compte 42 en 1924. Entre-temps, après avoir réussi à former une équipe de tourneurs et de décorateurs suffisamment expérimentés et à créer un assez grand nombre de modèles susceptibles d’être vendus, Lamali reçoit, avec une subvention annuelle, une licence du Protectorat de travailler à son compte et profit, à charge pour lui de continuer à former de nouveaux apprentis et à respecter les caractères traditionnels de la céramique.
À partir de son atelier safiot, Lamali va révolutionner le sort de la poterie locale. On lui doit tout ou presque. Il apprend à ses élèves à procéder au lavage de l’argile, celle de Safi est trop riche en calcaire et oxyde de fer; à retrouver les formes berbéro-romaines, Zianides et arabo-andalouses d’origine ; à utiliser un système de canevas permettant aux apprentis de reproduire les motifs traditionnels safiots – qu’il répertorie – à main levée mais avec précision ; il améliore, enfin, la qualité de l’émail.
Son travail se distingue par des motifs floraux authentiques, des motifs géométriques et des décorations inspirées des tapis Zayane. Il introduit également des éléments figuratifs dans ses œuvres, une innovation pour l’époque. Installé dans son laboratoire du quartier Ashbar il extrait les couleurs des plantes et des minéraux, et fut le premier à découvrir la couleur bleue. Il est également considéré comme le premier à décorer ses chefs-d'œuvre avec de l'argent, de l'or du cuivre et du plomb.
Il participe à la première exposition franco-marocaine « d'arts indigènes » en 1922, remportant le prix de l'exposition. Il rencontrera à plusieurs reprises le roi Mohammed V, au cours desquelles il lui décernera plusieurs distinctions.
Boujemâa Lamali vivra le restant de sa vie à Safi jusqu'à sa mort en 1971 où il sera inhumé. Le travail de Lamali a influencé la plupart des céramistes safiotes comme Al-Sousi, Serghini Al-Taher, Abdelqader Leghrissi, Mohamed Rbati Sentil et bien d’autres. Il a légué un riche répertoire de ses œuvres contenant 450 objets dont la plupart ont été récupérés et conservés par le Musée National de la Céramique de Safi.